# March 701
La March 701 è stata la prima automobile monoposto sportiva di Formula 1 prodotta dal costruttore britannico March. Gareggiò nelle stagioni 1970 e 1971.
Il progetto era di Robin Herd e Peter Wright e si trattava di una vettura piuttosto convenzionale, dotata di una monoscocca in alluminio, motore Ford Cosworth DFV e cambio Hewland Dg 300 a 5 rapporti, era dotata di originali fiancate laterali usate come serbatoi. Le sospensioni anteriori erano a triangoli sovrapposti con ammortizzatori a molle elicoidali e le posteriori erano a bracci oscillanti, complessivamente ne furono prodotti undici esemplari, compresi i muletti.
L'esordio nella massima formula avvenne grazie all'appoggio finanziario della STP oil treatment di Andy Granatelli nel 1970, i piloti ufficiali erano Chris Amon e Jo Siffert. Due vetture furono affidate anche al team Tyrrell che corse con il campione del mondo uscente Jackie Stewart e Johnny Servoz-Gavin, poi sostituito da François Cevert.
Stewart ottenne una vittoria al Gran Premio di Spagna e altri tre piazzamenti a podio, mentre Amon ottenne un secondo e un terzo posto. Tuttavia la vettura non fu sufficientemente competitiva per le ambizioni di Stewart e di Ken Tyrrell che già nel corso della stagione realizzò una propria monoposto. Nella stessa stagione parteciparono alla guida di monoposto March anche Ronnie Peterson, sponsorizzato dal restauratore di auto storiche Colin Crabbe e Mario Andretti, sostenuto anche lui dalla STP oil treatment pur non essendo nella squadra ufficiale, quindi già alla prima stagione ci furono fino a sei vetture March alla partenza dei Gran Premi. L'unica vettura che non riuscì a qualificarsi fu quella venduta al tedesco Hubert Hahne, che minacciò di adire le vie legali contro la March per la pochezza della vettura, salvo ritornare sui suoi propositi dopo un confronto in pista a Hockenheim con Peterson in cui lo svedese gli rifilò 3 secondi nel tempo sul giro.